# 강승회

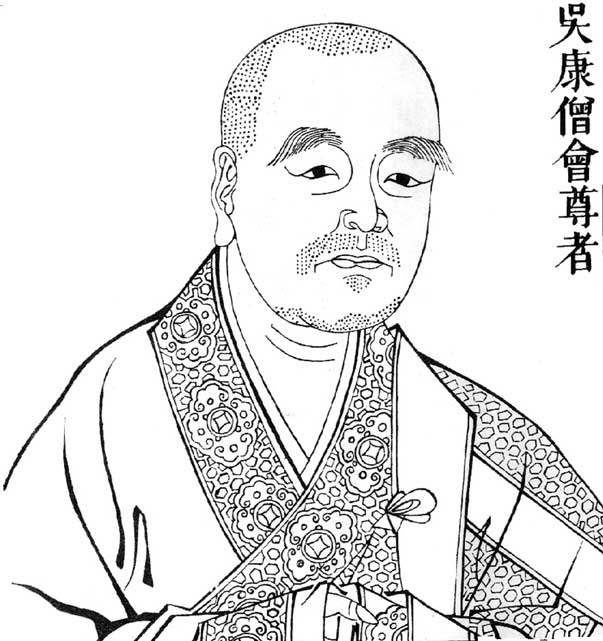

강승회（康僧會）(？－280년)는 중국 삼국시대 오(吳) 나라의 역경승이다. 강거(康居)출신.

## 개요
강승회의 조상은 강거 사람으로 인도에 살고 있었다. 승회의 아버지는 상인으로 베트남으로 건너가 정착했다. 승회는 부모와 사별한 후 출가수도를 시작했다. 또한 천문학, 참위학(讖緯学)에도 밝았다. 적오10년(247년)에 오의 수도 건업 (建業)으로 들어가 손권(孫権)의 지지를 얻어 강남 지방에 최초의 불교사원 건초사(建初寺)를 건립했다고 여겨지고 있다. 단 강승회보다 앞서 지겸(支謙)이 이미 20년 전에 강남에서 선교 하고 있었던 점을 생각하면 건초사에 대한 에피소드는 승회를 찬양하기 위해 만들어진 속설로 생각된다.
그 후 경전을 한역하는 일에 종사하며 그중에서도 『육도집경(六度集経)』은 역경된 것이 아니라 강승회 자신의 저술로 여겨지고 있다. 또한 손권 손호(孫皓)와의 사이에 펼쳐진 인과응보에 관한 대론이 그 전기에 기제되고있어 초기의 중국 불교와 유교적인 관념과의 접촉, 교섭의 단서로서 주목할 만하다. 서진(西晋)의 태강원년(280년)에 원적(円寂). 저서로는 『육도집경』외에 『오품경(呉品経)』、『잡비유경(雑譬喩経)』등이 있다.

## 같이 보기
- zh:出三藏记集(출삼장기집)
- zh:高僧傳(고승전)

## 참고 자료
- 安般守意経
- 육도집경